# Jamiat-e Islami
Jamiat-e Islami (in persiano جمعیت اسلامی افغانستان‎), che significa "Associazione Islamica" in persiano, è un partito politico islamico in Afghanistan.

## Storia
Fu fondato nel 1972 da Burhanuddin Rabbani e altri leader religiosi e studenti universitari. Il partito ha avuto un ruolo significativo nella guerra civile afghana degli anni '80 e '90 e ha avuto una parte importante nel governo afghano dopo la caduta dei talebani.
Jamiat-e Islami è un partito conservatore e ha una base di supporto principalmente tra i pashtun, ma coinvolge anche altre etnie afghane. Il partito si impegna per l'implementazione della legge islamica (sharia) e promuove i valori islamici nelle politiche nazionali.
Durante il governo degli anni '90, Jamiat-e Islami ha avuto un ruolo chiave nel governo di Rabbani e ha partecipato a combattimenti contro i talebani e altri gruppi ribelli. Dopo l'invasione americana nel 2001, il partito ha svolto un ruolo significativo nel governo di transizione e successivamente nel governo di Hamid Karzai.
Jamiat-e Islami è stato coinvolto in varie controversie e accuse di abusi dei diritti umani durante la sua storia. Tuttavia, il partito rimane una forza politica importante in Afghanistan e continua a svolgere un ruolo attivo nella politica del paese.